# Albert Puig
Albert Puig Ortoneda (Cambrils, 15 aprile 1968) è un allenatore di calcio spagnolo.

## Carriera
Ha iniziato la sua carriera come allenatore all'età di 20 anni, allenando la squadra giovanile della sua città natale, Cambrils, per poi passare nel 2001 ad occuparsi del settore giovanile del CF Reus Deportiu dove resta fino al 2003.
Successivamente, tra il 2003 e il 2014 ha lavorato come osservatore, allenatore e direttore scuola calcio presso l'accademia giovanile dell'FC Barcellona “La Masia”: tra i giovanissimi calciatori scoperti risultano esserci il connazionale Ansu Fati ed il giapponese Takefusa Kubo.
Occupa anche il ruolo di direttore tecnico di due squadre di calcio; infatti, tra il 2014 e il 2015 assume questo incarico nella Nazionale di calcio del Gabon, mentre tra il 2016 e il 2019 nella squadra statunitense di Saratoga chiamata “De Anza Force”.
Dopo aver lavorato anche come collaboratore del settore giovanile al Córdoba CF e come advisor all'Atlético Petróleos de Luanda in Angola, nel 2018 è stato nominato vice allenatore del New York City.
Ad inizio 2020 ha accettato l'incarico come allenatore dell'Albirex Niigata, club militante nella J2 League, nella seconda divisione giapponese. Ha allenato la squadra di Niigata per due stagioni (2020 e 2021), senza però riuscire a conquistare la promozione nella massima serie del campionato nipponico.
Per l'anno 2022 è stato assunto come allenatore dell'FC Tokyo, squadra della capitale del Giappone che milita in J1 League, ottenendo a fine stagione il 6º posto in classifica.